# Jack Dempsey (vis)
De Jack Dempsey (Rocio octofasciata), vroeger Nandopsis octofasciatum en Cichlasoma octofasciatum, is een zoetwatervis, een cichlide, die vernoemd is naar de roemruchte bokser Jack Dempsey, wat al aangeeft dat het gaat om een agressieve vis die fel zijn territorium verdedigt, zeker als er een broedsel is. Onder aquarianen, houders van een aquarium was de vis ooit heel populair, maar het is geen makkelijk dier om te verzorgen omdat het een aquarium vereist van minstens 150 centimeter lang en ze geen andere vissen in de buurt dulden. Daarom worden ze tegenwoordig eigenlijk alleen nog maar gehouden door aquarianen die gespecialiseerd zijn in cichliden.
Naarmate de vis ouder wordt, verandert ook de kleur, de jongen zijn lichtgrijs; volwassen exemplaren zijn helder blauw met groene en goudkleurige kleine vlekjes. De rug- en aarsvin van de mannetjes hebben lange en stevige vinstralen, de vissen zijn echter niet giftig.
Van oorsprong komt de Jack Dempsey uit Yucatán waar ze leven in rustige wateren, maar tegenwoordig komen ze ook voor in gebieden in Zuidoost-Azië, de Verenigde Staten en Australië, hoogstwaarschijnlijk gaat het hier om nakomelingen van vissen die door aquariumhouders gedumpt zijn, en die zich wisten te handhaven. De vis stelt dan ook niet al te veel eisen aan het water; de temperatuur mag tussen de 22 en de 30 graden liggen en de pH-waarde rond 7 (neutraal). Het is een carnivoor, en eet vooral wormen, kreeftachtigen, insecten en kleinere visjes. Onder de juiste omstandigheden kan de vis 25 centimeter lang worden.
Jack Dempseys leggen hun kleverige eitjes op een harde ondergrond zoals een steen of een stevige plantenstengel en ze vertonen broedzorg, zoals vrijwel alle cichliden dat doen. Ze beschermen de eitjes dus en zorgen er ook voor dat het water rondom de eitjes zachtjes stroomt door bewegingen te maken met hun borstvinnen. Op die manier wordt schimmelvorming voorkomen. Ook als de eitjes uitkomen blijven beide ouders de larfjes nog een tijd beschermen, ze zijn in deze tijd bijzonder agressief tegen andere vissen die te dicht in de buurt komen. Voedsel wordt door de ouders voorgekauwd en tussen de larfjes weer uitgespuugd. Het zijn geen muilbroeders, ze nemen dus niet de larfjes in de bek wanneer er gevaar dreigt.